# Empel ('s-Hertogenbosch)
Empel is een stadsdeel van de gemeente 's-Hertogenbosch in de Nederlandse provincie Noord-Brabant. Empel is uitgegroeid tot een wijk met ruim 6.630 inwoners. Het is een samenvoeging van de wijken Maasakker, De Koornwaard, Empel-Oost en Empel-Zuid.

## Etymologie

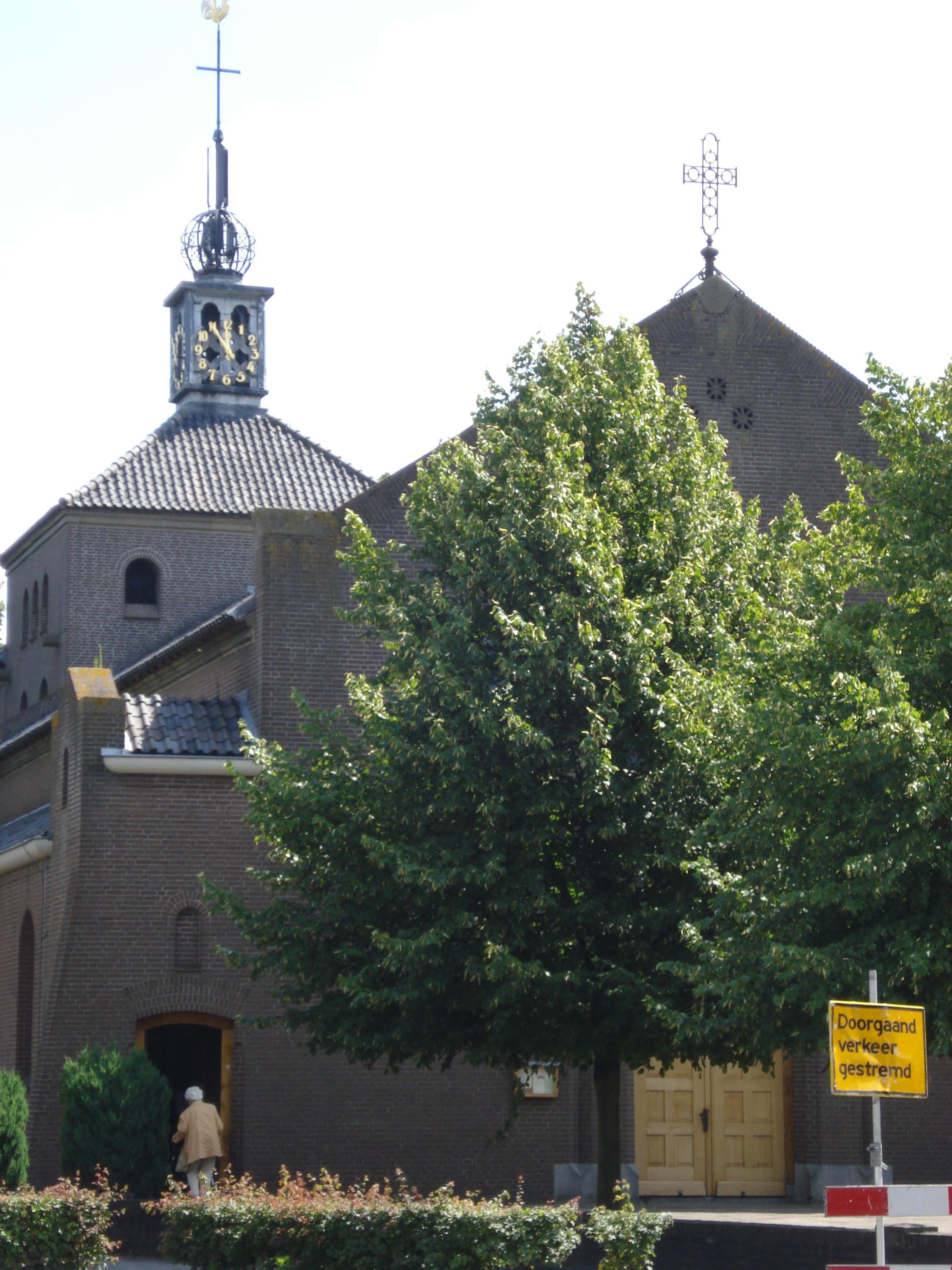
H. Landelinuskerk in Empel

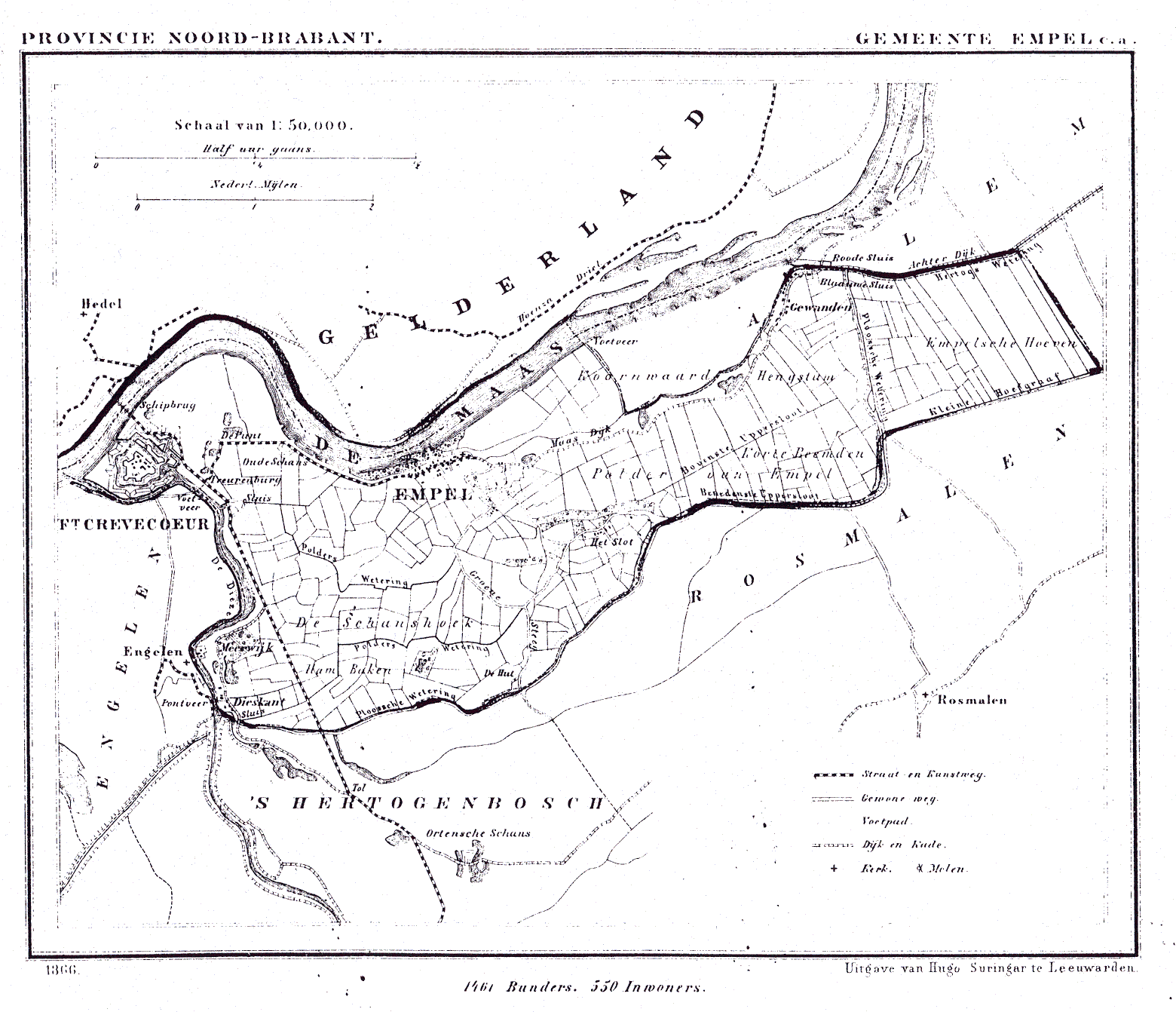
de voormalige gemeente Empel en Meerwijk in 1866

De naam Empel komt van het oud Oud-Germaanse woord amba. Amb of Emb betekent rondom en A of Aa betekent water. Later schreef men Empla of Empele. Het was een dorp omringd door water. Door wijzigingen in de loop van de Maas is de exacte omvang van het grondgebied van Empel in de loop der eeuwen aan verandering onderhevig geweest.

## Geschiedenis
Empel heeft zijn wortels in een ver verleden. Er zijn archeologische vondsten van Keltische oorsprong en men heeft er de resten van een Romeinse tempel gevonden. Er zijn ook oude resten van een kasteel gevonden in Empel. In 13e-eeuwse geschriften wordt dit kasteel vermeld als "Kasteel Meerwijk".
In de middeleeuwen vormde Empel met Meerwijk een heerlijkheid. Het centrum van de wijk lag op de plek waar nu Oud-Empel ligt.
Empel behoorde tot het Kwartier van Maasland van de Meierij van 's-Hertogenbosch.
In de Tachtigjarige oorlog werd Empel bekend om het Wonder van Empel. In november 1585 werden Francisco de Bobadilla en zijn 5000 Spaanse infanteristen er door water ingesloten. Vlak na het vinden van een afbeelding van de Onbevlekte Ontvangenis van Maria bij het graven van een loopgraaf daalde de temperatuur op 8 december, de feestdag van Maria onbevlekt ontvangen, zodanig dat er zich ijs begon te vormen, waardoor de Staatse troepen zich genoodzaakt zagen zich met hun schepen terug te trekken en de Spanjaarden over het ijs niet alleen konden ontsnappen, maar ook een aantal forten kon veroveren.   
Tijdens de Franse Revolutie hield de heerlijkheid op te bestaan en na de Napoleontische tijd is bij de indeling van de gemeentes Empel de hoofdplaats geworden van de gemeente Empel en Meerwijk.
Aan het eind van de Tweede Wereldoorlog werd het, aan de Maas gelegen dijkdorp Empel zwaar beschadigd. Hierna werd de katholieke kerk afgebroken. De wijk met kerk en gemeentehuis is omstreeks 1952 als brinkdorp herbouwd iets ten zuidoosten van de oude locatie. De oude locatie is hernoemd in Oud-Empel. 
Het nieuwe wijk Empel werd de hoofdplaats van de gemeente Empel en Meerwijk en bleef dit totdat in 1971 de gemeente geannexeerd werd door de gemeente 's-Hertogenbosch.

## Omgeving
In de polders ten oosten van Empel is de uitgestrekte nieuwbouwwijk gebouwd met 8300 woningen, De Groote Wielen alhoewel die wijk behoort tot het stadsdeel Rosmalen. Ten westen van Empel werd eerder het project Maaspoort aangelegd. Ten oosten van Empel ligt het Máximakanaal, de omlegging van de Zuid-Willemsvaart.

### Nabijgelegen kernen
Oud-Empel, 's-Hertogenbosch, Rosmalen, Gewande, Maaspoort

## Onderwijs
In Empel zijn er twee basisscholen. Een daarvan is 't Wikveld, de ander is de Caleidoscoop. Op 't Wikveld zitten bijna 600 leerlingen. 't Wikveld heeft ook een tweede locatie.

## Bezienswaardigheden
De H. Landelinuskerk is ingewijd op 25 december 1949 en kwam in plaats van de in 1945 verwoeste neogotische Landelinuskerk in Oud-Empel. Het is een bakstenen Christocentrische kerk ontworpen door de Tilburgse architect N.H. Pontzen (1913-1979). De Kruisweg is geschilderd op betonplaten door Egbert Deckers, een kruis van Albert Termote en een beeld van Antonius Abt door Frans van der Burgt. Ook is er een triptiek van Léon Wiegman dat het wonder van Empel uitbeeldt.

### Natuur en landschap
De Eendenkooi Maaspoort, ten westen van Empel, is in 1961 tot beschermd gebied verklaard.

## Vlag
Empel heeft nooit een officiële vlag gekregen, ookal zijn er wel wat concepten gemaakt door bewoners van het dorp. Empel heeft wel een officieel wapenschild, dat vanaf 2020 is geadopteerd. 

## Carnaval
Tijdens carnaval heet Empel 't Slotgat; inwoners van het dorp heten dan Slotbuiters en Slotbuiterinnen. De kleuren van Slotgat zijn blauw en geel. Verder zijn er een carnavalsverenigingen actief onder de naam CV De Kupkes, CV Witte Gei’t en CV de Slotmoaten.

## Geboren
- Leo de Bekker (1923-2007), landbouwer en politicus (onder andere wethouder van Empel en Meerwijk en Tweede Kamerlid, KVP) (achteroom van Felix de Bekker)
- Felix de Bekker (1949), politicus (oud-wethouder van Etten-Leur, CDA)